# 교차위

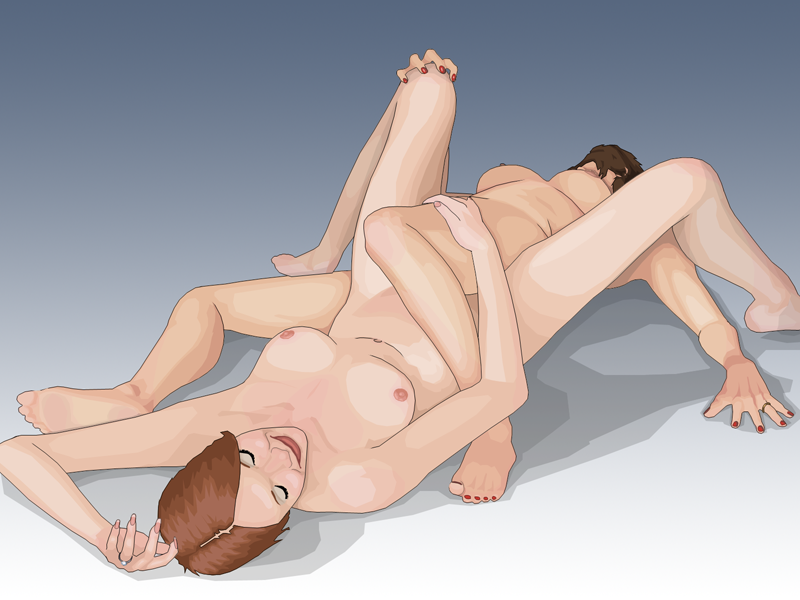

교차위(交叉位)는 남녀 서로의 다리사이를 교차시켜 삽입하는 성교이다. 이때 남성의 음경 부상에 주의해야한다.

## 같이 보기
- 성교 체위